# 尼尔森陨石坑
尼尔森陨石坑（Nielsen）是位于月球正面风暴洋中部的一座小撞击坑，其名称分别取自丹麦天文学家阿克塞尔·威尔弗雷德·尼尔森（Axel Vilfred Nielsen，1902年-1970年）和美国物理学家哈拉尔德·赫尔伯格·尼尔森（Harald Herborg Nielsen，1903年-1973年），1973年被国际天文学联合会正式接受。

## 描述

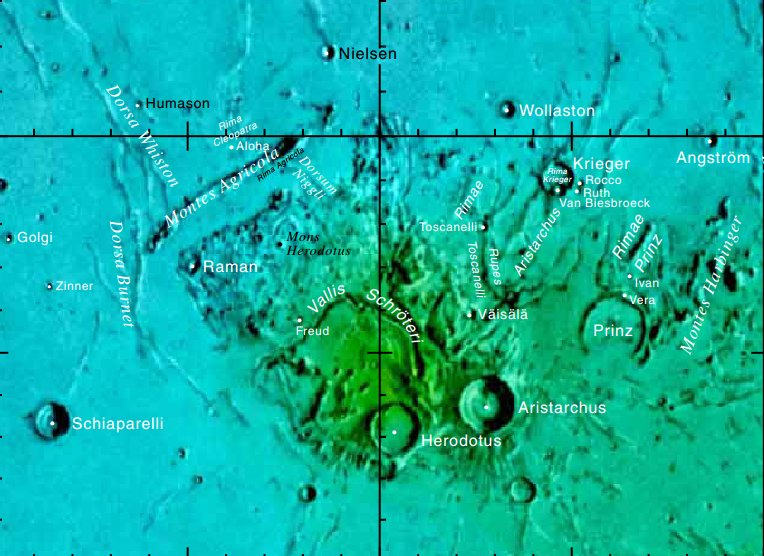
尼尔森陨石坑的周边，月球正面区域图。

该陨坑西南偏西及东南偏东分别毗邻赫马森陨石坑和渥拉斯顿陨石坑、东南和西南是更小的托斯卡内利陨石坑和阿罗哈陨石坑，在它的西南斜卧着绵延的阿格里科拉山脉，南面分布有阿格里科拉月溪和尼格里山脊，而东南稍远处则蜿蜒着修长的阿里斯塔克月溪。该陨坑中心月面坐标为31°48′N 51°46′W / 31.8°N 51.76°W，直径9.64公里，深约1.59公里。
尼尔森陨石坑横跨在风暴洋中一道伸向东北偏北方吕姆克月丘的无名小山脊上。陨坑外观呈圆碗状，壁坑沿尖峭清晰，平整的内壁带有较高的反照率。坑壁最大高出周边地形360米，内部容积约35.83立方千米，形态特征隶属ALC 型（以该类陨石坑的典型代表——卫星坑阿尔巴塔尼环形山 C所命名）。

在1973年被国际天文学联合会正式命名前，该陨坑曾被称作卫星坑渥拉斯顿 C（即卫星坑标记法：以所靠近的主坑名+字母来命名）。

## 另请参阅
- Andersson, L. E.; Whitaker, E. A. . NASA RP-1097. 1982.
- Blue, Jennifer. . USGS. July 25, 2007  [2007-08-05]. （原始内容存档于2018-12-25）.
- Bussey, B.; Spudis, P. . New York: Cambridge University Press. 2004. ISBN 978-0-521-81528-4.
- Cocks, Elijah E.; Cocks, Josiah C. . Tudor Publishers. 1995. ISBN 978-0-936389-27-1.
- McDowell, Jonathan. . Jonathan's Space Report. July 15, 2007  [2007-10-24]. （原始内容存档于2018-12-25）.
- Menzel, D. H.; Minnaert, M.; Levin, B.; Dollfus, A.; Bell, B. . Space Science Reviews. 1971, 12 (2): 136–186. Bibcode:1971SSRv...12..136M. doi:10.1007/BF00171763.
- Moore, Patrick. . Sterling Publishing Co. 2001. ISBN 978-0-304-35469-6.
- Price, Fred W. . Cambridge University Press. 1988. ISBN 978-0-521-33500-3.
- Rükl, Antonín. . Kalmbach Books. 1990. ISBN 978-0-913135-17-4.
- Webb, Rev. T. W.  6th. Dover. 1962. ISBN 978-0-486-20917-3.
- Whitaker, Ewen A. . Cambridge University Press. 1999. ISBN 978-0-521-62248-6.
- Wlasuk, Peter T. . Springer. 2000. ISBN 978-1-85233-193-1.

## 外面链接
- 月球数码摄影图集. （页面存档备份，存于）
- 阿波罗15号拍摄的尼尔森陨石坑. （页面存档备份，存于）
- LAC-38 图中的尼尔森陨石坑. （页面存档备份，存于）
- 尼尔森陨石坑周边月面图. （页面存档备份，存于）
- LM-38 图中的尼尔森陨石坑. （页面存档备份，存于）
- 尼尔森陨石坑周边地形图. （页面存档备份，存于）
- 尼尔森陨石坑在月球上的何处. （页面存档备份，存于）
- 表8.
- 维基月球环形山在线解说-尼尔森陨石坑. （页面存档备份，存于）
- Andersson, L.E., and E.A. Whitaker, 美国宇航局月球地名目录,美国宇航局参考出版物 1097, 1982年10月. （页面存档备份，存于）